# Master of Puppets (песня)
«Master of Puppets» (в переводе с англ. — «кукловод») — первый сингл и вторая песня из одноимённого альбома трэш-метал-группы Metallica.
Композиция является самой длительной в альбоме Master of Puppets и одной из самых продолжительных во всей дискографии коллектива: её длина составляет 8 минут 36 секунд. Песня отличается быстрым темпом исполнения — 212 BPM и имеет два гитарных соло. В плане исполнения песня сложна, так как в ней используется быстрый даунстрок. После двух связок куплет-бридж-припев на отметке 3:32 начинается медленная интерлюдия, исполненная дуэтом гитаристов группы, а в середине играется соло Джеймса Хэтфилда, затем постепенно перерастает в брейкдаун, заканчивающийся на отметке 5:42 скоростным гитарным соло в исполнении Кирка Хэммета, потом после небольшого проигрыша песня возвращается к основной связке куплет-бридж-припев.
Согласно утверждению Дэйва Мастейна, вступление песни было сочинено Ларсом Ульрихом на акустической гитаре.

## История концертного исполнения
Как и композиция Orion, после трагической гибели басиста Клиффа Бертона песня исполнялась без медленной интерлюдии в середине и концовки (хотя на некоторых концертах игралась полностью). В 1991—1994 годах после первой части песни шла композиция Seek and Destroy, в 1996—1999 годах — Enter Sandman или King Nothing. В 2000 году группа сначала исполняла первую часть песни, потом переключалась на Welcome Home (Sanitarium), а затем после её соло возвращалась к связке куплет/припев в Master of Puppets, доигрывая её до конца. Такое попурри получило от фанатов название Mastertarium. Нередко группа исполняла данную композицию быстрее, чем она играется в оригинале.

## Запись
Запись композиции не велась в стандартном строе (E-standart) и оригинальном темпе (220 BPM), композицию записывали, понижая строй гитар, на скорости примерно 170—180 BPM, а затем ускоряли до 220 BPM; из-за ускорения темпа записи строй гитар вставал как раз на E-standart.

## Список композиций
| №                   | Название                    | Длительность |
| ------------------- | --------------------------- | ------------ |
| 1.                  | «Master of Puppets»         | 8:35         |
| 2.                  | «Welcome Home (Sanitarium)» | 6:26         |
| Общая длительность: | Общая длительность:         | 15:01        |

| №                   | Название                     | Длительность |
| ------------------- | ---------------------------- | ------------ |
| 1.                  | «Master of Puppets (Part I)» |              |
| Общая длительность: | Общая длительность:          | 3:32         |

## Участники записи
- Джеймс Хэтфилд — вокал, гитара
- Кирк Хэмметт — гитара
- Клифф Бертон — бас-гитара, бэк-вокал
- Ларс Ульрих — ударные

## Рейтинги
- Песня занимает 33-е место в рейтинге 100 величайших гитарных песен всех времён по версии журнала Rolling Stone.
- Песня заняла третье место среди самых великих метал-песен на канале VH1 (VH1 40 Greatest Metal Songs)[7].
- Песня заняла второе место в номинации лучшей хеви-метал-песни всех времён (The Top 500 Heavy Metal Songs of All Time[англ.]) в книге Мартина Попова[8]. Попов создавал эту книгу по запросам тысяч фанатов, музыкантов и журналистов, которые посылали ему списки своих любимых песен.
- По результатам опроса читателей издательства TeamRock гитарный рефрен «Master of Puppets» в 2017 году вошёл в число двадцати величайших гитарных риффов всех времён[9].
- В марте 2023 года группа авторов американского издания Rolling Stone включила композицию в список «100 величайших хеви-метал песен всех времён». В этом рейтинге она заняла 2-ю позицию[10].

- Занимает 256 место в списке 500 величайших песен по версии журнала Rolling Stones по состоянию на 2024.

## Кавер-версии
- Журнал Kerrang! выпустил кавер-альбом Master of Puppets, где все песни с этого альбома были переиграны различными группами.
- В Вудстоке (Woodstock) в 1994 году, фанк-метал-группа Primus играла начало этой песни.
- Шотландская хеви-метал-группа Holocaust выпустила кавер на эту песню, включив его в альбом Spirits Fly (1996).
- В 2001 году американская ню-метал-группа Limp Bizkit сыграла кавер этой песни в своём видео альбоме Rock im Park 2001.
- В 2003 году канадская панк-группа Sum 41 сыграла кавер этой песни на передаче MTV Icon Metallica.
- В 2003 году песня была спародирована группой Nanowar, которая выпустила шуточную кавер-версию «Master of Pizza».
- В 2006 году металкор-группа Trivium выпустила кавер на эту песню. Они часто играли его живьём (без медленного бриджа и концовки). Также эта песня была сыграна ими для альбома Remastered: Master of Puppets.
- Испанская трэш-метал-группа Angelus Apatrida выпустила кавер на эту песню, включив его в альбом Evil Unleashed (2006) в качестве бонус-трека.
- В 2009 году драм-н-бейс группа Pendulum записала кавер на песню Master of Puppets. Исполнителем вокала был Роб Свайр.
- В 2010 году группа Van Canto, исполняющая песни в стиле а капелла пауэр-метал, записала кавер на эту песню.
- Финская группа Apocalyptica выпустила кавер на эту песню, играя только на виолончелях.
- Эта песня была сыграна прогрессив-метал-группой Dream Theater.